# Kurokopteryx
Kurokopteryx là một chi bướm đêm nguyên thủy, nhỏ, màu kim loại thuộc bộ Lepidoptera, trong họ Micropterigidae.

## Các loài
- Kurokopteryx dolichocerata Hashimoto, 2006